# Éric Pluet
Éric Pluet est un monteur français.

## Biographie
Assistant monteur à la fin des années 1950, Éric Pluet travaille notamment avec Albert Jurgenson. Il débute comme monteur en 1960 avec Alex Joffé avant de collaborer à deux reprises avec Alain Resnais.

## Filmographie
- 1960 : Fortunat d'Alex Joffé
- 1961 : Le Tracassin ou Les Plaisirs de la ville d'Alex Joffé
- 1961 : La Fête espagnole de Jean-Jacques Vierne
- 1962 : Les Culottes rouges d'Alex Joffé
- 1962 : Un chien dans un jeu de quilles de Fabien Collin
- 1963 : Muriel, ou le Temps d'un retour d'Alain Resnais
- 1965 : Pas question le samedi d'Alex Joffé
- 1965 : La Grosse Caisse d'Alex Joffé
- 1966 : La guerre est finie d'Alain Resnais
- 1967 : La Musica de Marguerite Duras
- 1968 : Les Cracks d'Alex Joffé
- 1969 : L'Opium et le Bâton d'Ahmed Rachedi
- 1972 : Les Rendez-vous en forêt d'Alain Fleischer
- 1972 : Le Moine d'Ado Kyrou
- 1973 : M comme Mathieu de Jean-François Adam
- 1974 : Mai 68 de Jérôme Kanapa et Goodie Lawaetz
- 1976 : Le Jeu du solitaire de Jean-François Adam
- 1979 : Zoo zéro d'Alain Fleischer
- 1988 : Champagne amer de Ridha Béhi